# HiHi Jets
HiHi Jets（ハイハイジェッツ）是傑尼斯事務所中小傑尼斯內的四人偶像團體，以滾軸溜冰特技聞名，是小傑尼斯中唯一的滾軸溜冰特技團。粉絲名為 H.A.F (HiHi Accelerate Family)。

## 成員

### 現成员
| 成員名   | 成員名          | 成員名        | 出生日期       | 血型 | 出身地   | 代表色 | 備註 |
| 姓名     | 平假名          | 羅馬拼音      | 出生日期       | 血型 | 出身地   | 代表色 | 備註 |
| -------- | --------------- | ------------- | -------------- | ---- | -------- | ------ | ---- |
| 橋本涼   | はしもと りょう | Hashimoto Ryo | 2000年10月30日 | O型  | 神奈川縣 | ▉      |      |
| 井上瑞稀 | いのうえ みずき | Inoue Mizuki  | 2000年10月31日 | AB型 | 神奈川縣 | ▉      | 隊長 |
| 豬狩蒼彌 | いがり そうや   | Igari Soya    | 2002年9月20日  | A型  | 東京都   | ▉      |      |
| 作間龍斗 | さくま りゅうと | Sakuma Ryuto  | 2002年9月30日  | O型  | 神奈川縣 | ▉      |      |

### 旧成员 （已退出）
| 成員名     | 成員名              | 成員名         | 出生日期       | 血型 | 出身地   | 代表色 | 備註                  |
| 姓名       | 平假名              | 羅馬拼音       | 出生日期       | 血型 | 出身地   | 代表色 | 備註                  |
| ---------- | ------------------- | -------------- | -------------- | ---- | -------- | ------ | --------------------- |
| 羽場友紀   | はば ゆうき         | Haba Yūki      | 2000年7月5日   | O型  | 神奈川縣 |        |                       |
| 五十嵐玲央 | いがらし れお       | Igarashi Reo   | 2001年3月13日  |      | 埼玉縣   |        |                       |
| 浮所飛貴   | うきしょ ひだか     | Ukisho Hidaka  | 2002年2月27日  | B型  | 愛知縣   |        |                       |
| 岩崎大昇   | いわさき たいしょう | Iwasaki Taishō | 2002年8月23日  | O型  | 神奈川縣 |        |                       |
| 高橋優斗   | たかはし ゆうと     | Takahashi Yūto | 1999年11月15日 | A型  | 神奈川縣 | ▉      | 2024年10月1日起退出。 |

## 成員變遷
2015年10月23日雜誌『Myojo』2015年12月號發售時
「HiHi JET」として誌面掲載。
- 橋本涼、井上瑞稀、羽場友紀、猪狩蒼弥、岩﨑大昇

2015年10月26日
「HiHi Jet」結成披露。
- 橋本涼、井上瑞稀、羽場友紀、猪狩蒼弥

2016年7月 -
「HiHi Jets」團體名變更活動。
- 橋本涼、井上瑞稀、羽場友紀、猪狩蒼弥、髙橋優斗、作間龍斗、五十嵐玲央、浮所飛貴

2016年9月 -
再次以舊團名「HiHi Jet」活動。
- 橋本涼、井上瑞稀、猪狩蒼弥、髙橋優斗

2018年2月22日 -
3月再次改回「HiHi Jets」，加入新成員作間龍斗。
- 橋本涼、井上瑞稀、猪狩蒼弥、髙橋優斗、作間龍斗

2024年10月1日 - 2025年2月16日
高橋離開事務所。
- 橋本涼、井上瑞稀、猪狩蒼弥、作間龍斗

## 作品

### 原創歌曲
以下資訊來自JASRAC官方網站中，包含在Artist名稱「HiHi Jets」下的歌曲。
| 歌曲名稱              | 作詞作曲                                                                               | JASRAC作品代碼 | 備註                                            |
| --------------------- | -------------------------------------------------------------------------------------- | -------------- | ----------------------------------------------- |
| HI HI JET             | 作詞：セリザワケイコ、作曲：MiNE / Atushi Shimada / Cristofar Erixon                   | 1I4-1392-1     |                                                 |
| HI HI JET TO THE MOON | 作詞：セリザワケイコ、作曲：MiNE / Atushi Shimada / Cristofar Erixon                   | 1I4-1439-1     |                                                 |
| HiB HiB dream         | 作詞：ENA☆、作曲：ERIXON CHRISTOFER JONAS ROBIN / MELIN JOSEF MATTIAS /TAKUYA HARADA   | 1L0-3427-8     | 跟東京B少年（美 少年）合唱                      |
|                       | 作詞：夏ノ芹子 / SATOMI、作曲：馬飼野康二                                              | 238-5418-9     | 跟東京B少年（美 少年）合唱                      |
| baby gone             | 作詞：MINE、作曲：MELIN JOSEF MATTIAS                                                  | 1M3-2094-1     |                                                 |
| Beast                 | 作詞：MINE、作曲：MINE / MARCUS MARIA                                                  | 1M3-2260-9     |                                                 |
|                       | 作詞︰MiNE、作曲︰川口進/MiNE/Atsushi Shimada、編曲︰Atsushi Shimada                   | 244-7836-9     | 東京電視台動畫「爆丸5星域爭霸」片頭曲           |
| Be my story           | 作詞・作曲：中村崇人                                                                   | 247-3326-1     | 東京電視台動畫「爆丸5星域爭霸」片尾曲           |
|                       | 作詞：高木 誠司、作曲：DR.DALMATIAN                                                    | 246-6330-1。   | 跟美 少年 合唱                                  |
| ZENSHIN               | 作詞・作曲：久下真音                                                                   | 248-7745-0     | BS日本電視劇「戀愛病與男子班」主題曲            |
| Eyes of the future    | 作詞︰AKIRA、作曲：LAURIDSEN CHRISTOFFER/OEHRN ANDREAS/SMITH HENRIK MARTIN             | 1N5-4898-8     |                                                 |
| MAKE YOU WONDER       | 作詞：Atsushi Shimada、作曲：Atsushi Shimada/Fredrik"Figge"Bostrom/Lars Safsund/川口進 | 1N6-0694-5     |                                                 |
| FIGHT BACK            | 作詞：MINE、作曲：MINE/XISCO                                                           | 251-0119-6     |                                                 |
| COMPLETE              | 作詞：Atushi Shimada、作曲：Atsushi Shimada/草川瞬/NORDQVIST ALBIN HALVAR OLAUS        | 1N9-3000-9     |                                                 |
|                       | 作詞：MIYAKEI、作曲：大智/児山啓介                                                     | 253-2186-2     | 東京電視台動畫「爆丸5星域爭霸」片尾曲           |
|                       | 作詞・作曲：中野領太                                                                   | 253-7571-7     |                                                 |
|                       | 作詞：高崎卓馬、作曲：中野領太                                                         | 258-8240-6     |                                                 |
|                       | 作詞：コバヤシユウジ、作曲：コバヤシユウジ/宮田“レフティ”リョウ                        | 262-5592-8     | 東京電視台動畫「DIVE!!」主題曲                  |
| High Beat             | 作詞：MINE 、作曲：川口進・MINE・Atsushi Shimada                                       | 265-5289-2     | 跟美 少年 合唱                                  |
| Over Again            | 作詞：nozomi*/MiNE、作曲：LIDBOM ERIK GUSTAF                                           | 1P9-3582-2     | 跟美 少年 合唱                                  |
| FRONTLINE             | 作詞：セリザワケイコ、作曲：NORDQVIST ALBIN HALVAR OLAUS、ATSUSHI SHIMADA、MINE        | 1Q2-9135-0     |                                                 |
|                       | 作詞：高崎卓馬、作曲：UNO BLAQLO                                                       | 268-9632-0     |                                                 |
| INSTINCT              | 作詞：宮崎楓 / ROUNO、作曲：ROUNO                                                      | 270-8502-3     |                                                 |
| Pika Pika             | 作詞・作曲：大西省吾                                                                   | 272-1293-9     | ABC電視台電視劇「全力！清潔工」主題曲           |
| 未来SUNRISE           | 作詞・作曲：佐原康太 / 川口進                                                          | 274-0484-6     | 跟美 少年 合唱                                  |
| JET                   | 作詞：CLAUDE S、作曲：Takuya Harada･BURGRUST RICARDO M･Kento Takeda                    | 1Q6-3983-6     |                                                 |
| CEO                   | 作詞：Atsushi Shimada、作曲：RAAY･ PILETIC ANEJ･坂室賢一                               | 1R2-2151-7     |                                                 |
| Drop Music            | 作詞：セリザワケイコ、作曲：OHRN ANDREAS JAKOB ERIK･Semelius Christoffer               | 1R2-6410-1     |                                                 |
| NEVER STOP -DREAMING- | 作詞：西寺郷太、作曲：大樋ゆう大 / 西寺郷太                                            | 282-9672-9     | ORTR by ORiental TRaffic廣告歌曲                |
|                       | 作詞・作曲：RYO LEFTY MIYATA                                                           | 286-1151-9     | 東京電視台電視劇「窮途末路的我們」主題曲        |
|                       | 作詞：玉谷友輝、作曲：YOUTH CASE                                                       | 285-6778-1     | 東京電視台動畫「非人哉 -神様的日常-」OP主題曲   |
|                       |                                                                                        |                | 日本電視台電視劇「距离你的死期还有100天」主題曲 |

## 演出

### 舞台劇
- JOHNNYS' World（2015年12月11日　- 2016年1月27日、帝國劇場）
- 傑尼斯銀座2016（2016年4月29日 - 5月1日、Theatre Creation） - HiHi Jet & Classmate J
- DREAM BOYS（2016年9月3日 - 30日、帝國劇場） - Johnny's5 役
- 少年たち 危機一髪!（2016年9月4日 - 28日、日生劇場） - 『DREAM BOYS』と掛け持ちのため、2幕前半の劇中にのみ出演
- JOHNNYS' ALL STARS IsLAND（2016年12月3日 - 2017年1月24日、帝國劇場）
- 傑尼斯銀座2017（2017年4月29日 - 5月5日、Theatre Creation） - 與 東京B少年共同演出
- JOHNNYS' YOU&ME IsLAND（2017年9月6日 - 30日、帝國劇場）
- JOHNNYS' Happy New Year IsLAND（2018年1月1日 - 1月27日、帝國劇場）
- 傑尼斯銀座2018〜ボクたちの作るジャニカルとスペシャルショータイム〜（2018年4月29日 - 6月3日、Theatre Creation） - 與 東京B少年共同演出
- DREAM BOYS（2018年9月6日 - 30日、帝國劇場）
- JOHNNYS' King & Prince IsLAND（2018年12月6日 - 2019年1月27日、帝國劇場）
- 傑尼斯銀座2019 Tokyo Experience（2019年5月13日 - 26日、Theatre Creation）
- DREAM BOYS（2019年9月3日 - 27日、帝國劇場）
- JOHNNYS' IsLAND（2019年12月8日 - 2020年1月27日、帝國劇場）
- 少年たち 君にこの歌を（2021年9月5日 - 27日、新橋演舞場） - 與 美 少年 主演
- JOHNNYS' IsLAND THE NEW WORLD（2022年1月1日 - 19日[※ 1]，帝國劇場）- 與美 少年、7 MEN 待、少年忍者、Jr.SP共演
- 少年たち あの空を見上げて（2022年9月11日 - 10月13日、新橋演舞場 / 10月28日 - 11月6日、御園座） - 與 美 少年、內博貴主演

### 電視節目
- THE少年俱樂部（2015年 - 、NHK BS Premium）
- 裸之少年（2018年6月9日 - 、朝日電視台）
- 盛夏的少年～我們是小傑尼斯～（2019年9月1日、朝日電視台）

### 綜藝節目
- 傑尼斯Jr.dex（2017年11月21日 - 2018年3月3日，富士電視台）

### 電視劇
- 全力！清潔工（2022年4月18日 - 6月20日，ABC電視台） - 主演

### 電影
- 電影版 少年たち（2019年3月29日上映，松竹）

### 網路節目
- 小傑尼斯頻道（2018年3月21日－，YouTube）－星期日 擔當

### 參與活動
- “東京巨蛋全員集合” 向大家謝謝！傑尼斯棒球大會（2016年4月13日、東京巨蛋）
- 「朝日電視台・新城夏季慶典SUMMER STATION」開幕直前EVENT（2016年7月14日、朝日電視台本社7F）橋本・井上・豬狩・高橋
- 傑尼斯大運動會2017（2017年4月16日、東京巨蛋）
- 「朝日電視台・新城夏季慶典SUMMER STATION」開幕直前LIVE EVENT（2018年7月12日、六本木EX劇場）
- 日本職棒全明星賽 MyNavi ALL STAR GAME 2019 開球儀式嘉賓（2019年7月12日、東京巨蛋）

### 演唱會
- SUMMER STATION 傑尼斯KING［Mr.KING・HiHi Jets・Classmate J］（2016年7月20日 - 24日、8月3日 - 5日、8月26日 - 28日、六本木EX劇場）
- 傑尼斯Jr.祭（2017年3月24日 - 26日、橫濱體育館 / 4月8日 - 9日、埼玉超級競技場）
- SUMMER STATION～你們～KING'S TRASURE（2017年7月20日 - 26日、8月22日 - 27日、六本木EX劇場）
- 登陸台場 周末的遊樂場（2017年11月25日・26日・12月23日・24日、台場灣岸工作室特別舞台） - 以「HiHi B少年」的名義
- 夏季慶典！裸之少年（2018年7月20日 - 26日〔HiHi Jets・東京B少年編〕・7月28日 - 8月12日〔HiHi Jets編〕、六本木EX劇場）
- 爸爸媽媽第一 裸之少年 夏季慶典！ オープンライブ（2019年7月20日・8月17日、六本木新城競技場）
- 爸爸媽媽第一 裸之少年 夏季慶典！（2019年8月3日 - 23日、六本木EX劇場） - 與 7 MEN 侍 共同演出
- 小傑尼斯8.8慶典～從東京巨蛋啟程～（2019年8月8日、東京巨蛋）
- 爸爸媽媽第一 裸之少年 夏季慶典！～和家人Goodbye Summer～（2019年8月24日・25日、六本木EX劇場）
- Summer Paradise 2020 俺担ヨシヨシ 自担推し推し 緊急特別魂（2020年8月18日 - 20日、付費網路直播）
- 緊急直播!! Johnny's World Happy LIVE with YOU Jr.祭 〜Wash Your Hands〜（2020年8月26日、免費網路直播）
- Johnnys' Jr. Island FES（2020年11月28日、付費網路直播）
- Summer Paradise 2021（2021年7月30日 - 8月18日、TOKYO DOME CITY HALL）
- Spring Paradise CRUSH THE FRONTLINE（2022年3月18日 - 19日、PIA ARENA MM/ 4月23日 - 4月24日、宮城縣綜合運動公園綜合体育館）[5]

### 應援大使
- 朝日電視台・六本木新城夏季慶典SUMMER STATION（2017年7月15日 - 8月27日） - 與東京B少年共同應援演出
- 第5回 朝日電視台・六本木新城夏季慶典SUMMER STATION（2018年7月14日 - 8月26日） - 與東京B少年共同應援演出
- 朝日電視台・六本木新城夏季慶典SUMMER STATION（2019年7月13日 - 8月25日） - 與美 少年共同應援演出
- TOMORROW PROJECT「ラジオっていいね」CAMPAIGN（日本民間放送聯盟廣播電台委員會・radiko） - 活動大使

### 廣播
- らじらー!サタデー（2021年4月3日 - 、NHK廣播電台第1放送） - 日本時間22點的時段（與Travis Japan、美 少年輪替主持）

### 廣告/CM
- 傑尼斯島嶼 & WonderPlanet Inc.「DecoLu （页面存档备份，存于）」（2020年3月） - 網路廣告

### 寫真集
- HiHiB少年「GALAXY BOX」（2017年10月31日、集英社）書籍編號:ISBN 978-4-08-907060-4

### 腳註
1. ↑  原定至26日，但是有相關人員確診陽性，因而之後公演全部取消。

### 出典
1. 1 2  . ジャニーズJr.dex. フジテレビ. 2018-02-03  [2018-02-21]. （原始内容存档于2022-10-01）.
2. ↑  . スポーツ報知. 2018-02-23  [2018-02-23]. （原始内容存档于2018-02-23）.
3. ↑  . 中日スポーツ・東京中日スポーツ. 2021-11-21  [2021-11-21]. （原始内容存档于2022-10-04）.
4. ↑  . ORICON NEWS. 2024-09-19  [2024-10-06]. （原始内容存档于2024-10-07） （日语）.
5. ↑  Inc, Natasha. . 音楽ナタリー. 2022-02-03  [2022-02-15]. （原始内容存档于2022-05-02）.
6. 1 2  . johnny's net. ジャニーズ事務所. 2020-03-19  [2021-07-31]. （原始内容存档于2020-03-27）.
7. ↑  . Dooooon!裸の少年 春祭り. テレビ朝日. 2020  [2021-07-31]. （原始内容存档于2022-04-22）.
8. ↑  . modelpress.   [2021-07-31]. （原始内容存档于2021-07-30） （日语）.
9. ↑  . ORICON NEWS. 2023-04-03  [2023-04-15]. （原始内容存档于2023-04-15） （日语）.
10. ↑  . ORICON NEWS. 2023-08-13  [2023-08-13]. （原始内容存档于2023-08-19） （日语）.

## 外部連結
- Johnny's 官網 （页面存档备份，存于）（日語）
- ISLAND TV - HiHi Jets （页面存档备份，存于）（日語）
- YouTube上的小傑尼斯官方YouTube頻道頻道（日語）
- YouTube上的Johnny's Jr. Channel - HiHi Jets播放列表（日語）